# Permanganate d'ammonium
Le permanganate d'ammonium est un composé chimique de formule NH4MnO4, ou NH3·HMnO4. C'est un sel violet-brun ou pourpre foncé soluble dans l'eau.

## Préparation
Le permanganate d'ammonium est préparé pour la première fois par Eilhard Mitscherlich en 1824 en faisant réagir du permanganate d'argent avec une quantité molaire égale de chlorure d'ammonium, en filtrant le chlorure d'argent et en évaporant l'eau.
AgMnO4 + NH4Cl → AgCl + NH4MnO4
Il peut aussi être préparé de façon similaire à partir du permanganate de potassium et du chlorure d'ammonium.
KMnO4 +NH4Cl → KCl +  NH4MnO4

## Propriétés
Le permanganate d'ammonium est un oxydant fort, du fait de son anion permanganate, et est un explosif modérément puissant, du fait de la combinaison d'un permanganate oxydant et d'un cation ammonium réducteur. Le permanganate d'ammonium sec peut détoner sous l'effet de la chaleur, d'un choc, ou par friction, et peut exploser à une température supérieure à 60°C.
Le permanganate d'ammonium se décompose de façon explosive en dioxyde de manganèse, en azote et en eau :
2 NH4MnO4 → 2 MnO2 + N2 + 4 H2O
Le permanganate d'ammonium se décompose lentement durant son  stockage, même à température ambiante. Un échantillon stocké trois mois n'est pur qu'à 96 %. Après six mois il prend la couleur de l'iode et a une forte odeur d'oxydes d'azote. Il émet des fumées toxiques lorsqu'il se décompose sous l'effet de la chaleur.
Des composés de permanganate d'ammonium quaternaire peuvent être préparés, tels que le permanganate de tétrabutylammonium (en) et le permanganate de benzyltriéthylammonium.